# Всеобщие местные выборы в Молдове (2007)
3 июня 2007 года в Республике Молдова состоялись всеобщие местные выборы. По всей территории Молдовы процент явки избирателей составил 52,34 %, а в Кишинёве 37,17 %, что достаточно для признания выборов состоявшимися. На выборах были избраны районные и муниципальные, городские и сельские советы, а также 420 примаров.

## Результаты голосования
| Партия                                                                              | Муниципальные и районные советы | Городские и сельские советы | Примары                |
| ----------------------------------------------------------------------------------- | ------------------------------- | --------------------------- | ---------------------- |
| Демократическая партия Молдовы                                                      | 9,74 % — 117 мандатов           | 10,47 % — 1 155 мандатов    | 8,25 % — 74 мандата    |
| Партия коммунистов Республики Молдова                                               | 34,18 % — 465 мандатов          | 32,80 % — 4 220 мандатов    | 37,35 % — 334 мандата  |
| Альянс «Наша Молдова»                                                               | 16,79 % — 220 мандатов          | 17,36 % — 2 036 мандатов    | 17,61 % — 157 мандатов |
| Партия закона и справедливости                                                      | 0,86 % — 2 мандата              | 0,72 % — 63 мандата         | 0,33 % — 3 мандата     |
| Христианско-демократическая народная партия                                         | 8,50 % — 98 мандатов            | 8,17 % — 814 мандатов       | 6,58 % — 59 мандатов   |
| Либеральная партия                                                                  | 2,46 % — 22 мандата             | 2,05 % — 163 мандата        | 1,45 % — 13 мандатов   |
| Социал-либеральная партия                                                           | 3,77 % — 30 мандатов            | 3,44 % — 321 мандат         | 2,90 % — 26 мандатов   |
| Социал-демократическая партия Молдовы                                               | 4,78 % — 36 мандатов            | 3,38 % — 294 мандата        | 1,67 % — 15 мандатов   |
| Экологическая партия Молдовы «Зелёный альянс»                                       | 0,18 % — 0 мандатов             | 0,19 % — 12 мандатов        | 0,22 % — 2 мандата     |
| Народная республиканская партия                                                     | 3,18 % — 27 мандатов            | 2,99 % — 272 мандата        | 2,12 % — 19 мандатов   |
| Центристский союз Молдовы                                                           | 1,84 % — 15 мандатов            | 1,44 % — 155 мандата        | 1,56 % — 14 мандатов   |
| Европейская партия                                                                  | 0,16 % — 0 мандатов             | 0,03 % — 2 мандата          | -                      |
| Гуманистическая партия Молдовы                                                      | 1,36 % — 5 мандатов             | 0,63 % — 40 мандатов        | 0,11 % — 1 мандат      |
| Партия «Moldova Unită — Единая Молдова»                                             | —                               | 0,04 % — 3 мандата          | -                      |
| Партия социальной демократии Молдовы                                                | 4,84 % — 46 мандатов            | 4,60 % — 416 мандатов       | 3,12 % — 28 мандатов   |
| Партия консерваторов                                                                | 0,25 % — 1 мандат               | 0,05 % — 5 мандатов         | -                      |
| Национал-либеральная партия                                                         | 1,20 % — 5 мандатов             | 1,11 % — 76 мандатов        | 0,56 % — 5 мандатов    |
| Избирательный блок "Patria-Родина — Общественно-политическое движение «Равноправие» | 1,45 % — 14 мандатов            | 1,79 % — 163 мандата        | 1,11 % — 10 мандатов   |
| Союз Труда «Patria-Родина»                                                          | 0,06 % — 0 мандатов             | 0,01 % — 0 мандатов         | -                      |
| Социалистическая партия Молдовы                                                     | —                               | 0,18 % — 14 мандатов        | -                      |
| Аграрная партия Молдовы                                                             | —                               | 0,04 % — 3 мандата          | -                      |
| Движение Профессионалов «Speranta-Надежда»                                          | —                               | -                           | -                      |
| Республиканская партия Молдовы                                                      | —                               | 0,02 % — 1 мандат           | -                      |
| Независимые кандидаты                                                               | 4,40 % — 19 мандатов            | 8,51 % — 393 мандата        | 15,05 % — 135 мандатов |
| Итого                                                                               |                                 |                             |                        |

## Выборы в Муниципальный совет Кишинёва
| Партия коммунистов Республики Молдова                                               | 55 702  | 26,47 % | 16 |
| Либеральная партия                                                                  | 38 533  | 18,31 % | 11 |
| Альянс «Наша Молдова»                                                               | 25 642  | 12,18 % | 7  |
| Христианско-демократическая народная партия                                         | 14 561  | 6,92 %  | 4  |
| Демократическая партия Молдовы                                                      | 14 279  | 6,78 %  | 4  |
| Партия социальной демократии Молдовы                                                | 11 026  | 5,24 %  | 3  |
| Гуманистическая партия Молдовы                                                      | 7 393   | 3,51 %  | 2  |
| Социал-демократическая партия                                                       | 7 100   | 3,37 %  | 2  |
| Избирательный блок "Patria-Родина — Общественно-политическое движение «Равноправие» | 6 926   | 3,29 %  | 1  |
| Национал-либеральная партия                                                         | 6 118   | 2,91 %  | 1  |
| Социал-либеральная партия                                                           | 3 173   | 1,51 %  | 0  |
| Народная республиканская партия                                                     | 2 092   | 0,99 %  | 0  |
| Европейская партия                                                                  | 2 089   | 0,99 %  | 0  |
| Партия консерваторов                                                                | 1 564   | 0,74 %  | 0  |
| Экологическая партия Молдовы «Зелёный альянс»                                       | 1 541   | 0,73 %  | 0  |
| Партия закона и справедливости                                                      | 980     | 0,47 %  | 0  |
| Центристский союз Молдовы                                                           | 840     | 0,40 %  | 0  |
| Союз Труда «Patria-Родина»                                                          | 700     | 0,33 %  | 0  |
| Независимые кандидаты                                                               | 10 209  | 4,84 %  | 0  |
| Всего (явка 37,17 %)                                                                | 210 468 | 100 %   | 51 |
| Результаты выборов                                                                  |         |         |    |